# Oswiu
Oswiu, også kend tsom Oswy eller Oswig (oldengelsk: Ōswīg; c. 612 – 15. februar 670) var en angelsaksisk konge over Bernicia fra 642 og Northumbria fra 654 indtil sin død. Han er kendt for sin rolle i synoden i Whitby i 664, der ledte til at kirken i Northumbria blev mere lig den bredere katolske kirke.
Oswiu var en af Æthelfriths sønner, og han blev konge efter hans bror, Oswald døde i 642. Tilforskel fra Oswald så kæmpede Oswiu med at udøve sin autoritet over Deira, der var et underkongedømme i Northumbria, i en stor del af has regeringstid.
Oswiu og hans brødre opvoksede i eksil i det irske kongerige Dál Riata i et moderne Skotland, efter deres far var blevet dræbt af Edwin af Deira, og de vendte først tilbage til Northumbria efter Edwins død i 633. Oswiu overtog kongetitlen, da hans bror Oswald blev dræbt ikamp mod Penda af Mercia. Begyndelsen af hans regeringstid var præget af kamp for at tage kontrol over Deira og hans omstridte forhold med Penda, der var hans overherre. I 655 slog Oswius tropper Penda i en knusende sejr under slaget ved the Winwaed, hvilket etablerede Oswiu som den mest magtfulde hersker i Britannien. Han sikrede kontrol over Deira med sin søn Alhfrith der sad som underkonge, og i 3 år havde Oswiu ogås magten i Mercia, hvilket gav ham anderkendelse som bretwalda (overherre over flere af de angelsaksiske kongeriger i Heptarkiet) over en stor del af Storbitannien.
Oswiu var kristne, og han promoverede sin tro blandt sine undersåtter og etablerede adskillige klostre, inklusive Gilling Abbey og Whitby Abbey.
Han udbredte den keltiske kritsne tradtion i en stor del af de irske verden, frem for den romerske tradition, der blev udøvet i de sydlige angelsaksiske kongeriger, samt blandt dele af Deiras adelsstand, heriblandt hans egen dronning Eanflæd.
Oswiu døde i 670i og blev efterfulgt af sin søn Ecgfrith. Hans helgendag er 15. februar i både øst og vest.